# Actor fils de Phorbas
Pour les articles homonymes, voir Actor.
Dans la mythologie grecque, Actor (en grec ancien Ἄκτωρ / Aktôr) est un roi d'Élide. Il est le fils de Phorbas et d’Hyrmina, et le frère cadet d’Augias. Il épouse Molioné, de qui il a deux jumeaux, Eurytos et Ctéatos, les Molionides (ceux-ci passent parfois pour les fils de Poséidon).
Il est associé au trône de l’Élide par son frère Augias, et fonde une ville, Hyrminé, du nom de sa mère.